# Військове мистецтво запорозьких козаків
Військове мистецтво запорозьких козаків — специфічні, характерні Війську Запорозькому, стратегічні та тактичні методи і засоби ведення бойових дій. Вони володіли різними видами зброї.

## Військово-морське мистецтво

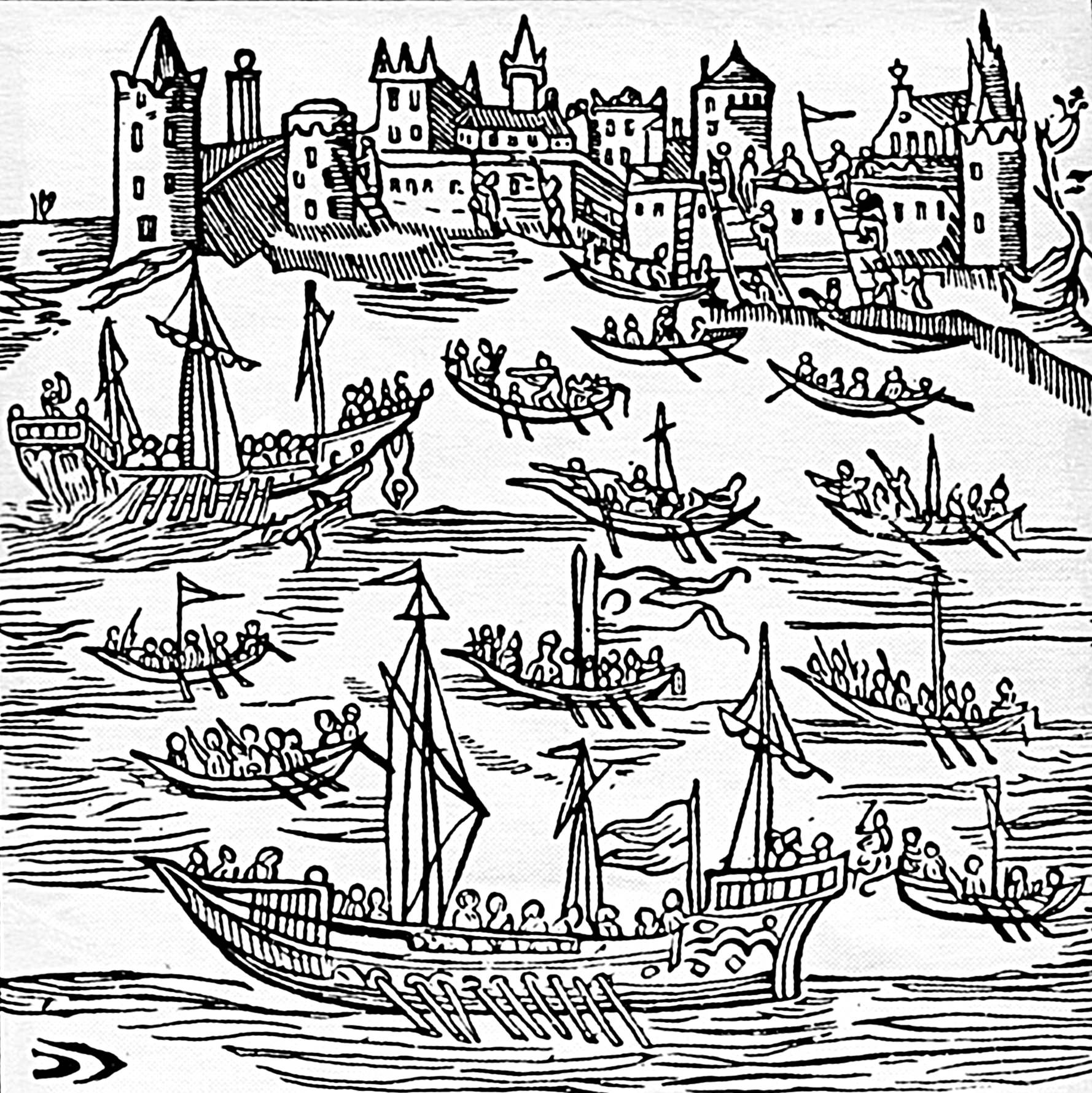
Запорожці на «чайках» захоплюють Кафу

Запорозькі козаки зарекомендували себе як здібні моряки. Вони будували човни-чайки на 50 — 70 чи на 20 — 30 вояків. На великих установлювали 4 — 6 гармат, на малих — 1 — 2. До бортів прикріплювати пояси з очерету, які під час бурі утримували човни на хвилях, як поплавки, а в бою вони були додатковим захистом від ворожих стріл і куль.
У відкритому морі козаки намагалися наблизитися до ворога непомітно або вночі, або з боку сонця. Відтак вони брали вороже судно на абордаж. У морських битвах козаки сміливо атакували як окремі кораблі, так і турецькі флотилії, часто здобуваючи перемогу.
Також, за твердженнями французьких, англійських та російських авторів, козаками використовувалися підводні човни, які могли деякий час перебувати під водою. Використовуючи дані підводні човни, козаки в 1595 році здобули турецьке місто Синоп.

## Цікавинки
- Французький інженер-фортифікатор Ґійом Левассер де Боплан засвідчував, що 500 татар не наважувались атакувати 50 — 60 козаків, якщо ті йшли під прикриттям табору, а 100 козаків, захищаючись табором, успішно відбивалися від тисячі поляків. Під час захоплення ворожих фортець козаки вдавалися до штурму. Якщо ж зазнавали невдачі, приступали до облоги, здійснювали підкопи під стіни ворожих фортець і закладали міни. Навпроти ворожих стін козаки насипали ще вищі вали й звідти успішно знекровлювали ворога.
- Італієць Гамберіні в 1584 році, характеризуючи козаків, підкреслював їхню різнобічну військову підготовку: «З козаків можна зібрати 14 — 15 тисяч добірного добре озброєного війська, жадного більше слави, ніж наживи, готового на всяку небезпеку. Їхня зброя — шаблі та рушниці, яких у них ніколи не бракує. Добрі вони до війни пішої і кінної… дають собі добру раду на морі. Мають усякі човни й на них їздять у походи на чорноморські землі».[джерело?]